# 水星の衛星
水星の衛星（すいせいのえいせい）は現在発見されていない。水星は太陽に非常に近いため、存在していても観測は困難であると推測されている。その例として水星は1995年まで赤外スペクトルが観測されなかったことが挙げられる。NASAのメッセンジャーと呼ばれる水星探査機も2011年から2015年の間には衛星を発見していない。また、NASA公式ホームページにも「水星は太陽に近すぎており重力のせいで衛星は存在しない」とある。

## マリナー10号の観測
1974年のマリナー10号の近接観測の際、観測データよりその存在可能性が検討される事態となった。これはマリナー10号が水星をフライバイする2日前の1974年3月27日、探査機の観測装置は、水星の付近の方向からの多量の紫外線の放射を記録した。天文学者らはそのような紫外線の観測を全く予測していなかった。
翌日になるとその放射は観測されなくなり、3日後にまた復活した。これは、水星とは別の天体から放射されているように見えた。天文学者の中には、恒星を検出しただけだと推測した者もいたが、放射が2カ所から出ていること、このような高いエネルギーの放射は、当時、星間物質の中を長い距離進めないと信じられていたことから、水星の衛星を発見したと主張する者もいた。さらに、天体の速度は4 km/秒と計算され、これは水星の衛星として理論的に予測される速度と合致していた。

### 「衛星」の正体と原因

コップ座31番星は、食連星である。

しかしすぐに、「衛星」は水星から離れていっていることが分かり、これはコップ座31番星であったことが明らかになった。3月27日に検出された紫外線の源はまだ分かっていないが、コップ座31番星は周期2.9日の分光連星であり、これが紫外線の放射源であった可能性もある。
水星の衛星というのは誤認であったが、紫外線は以前考えられていたように星間物質で完全に吸収される訳ではないと判明したという意味で、天文学上の重要な発見であった。

## エイプリルフールネタ
NASAは2012年の3月31日にエイプリルフールのネタとして水星の衛星を公開した。名前はCaduceusと名付けられた。由来は水星(Mercury)と綴りが同じメルクリウスの杖から名付けられた。